# ドマゴイ・アントリッチ
ドマゴイ・アントリッチ（クロアチア語: Domagoj Antolić, 1990年6月30日 - ）は、クロアチア・ザグレブ出身の同国代表サッカー選手。ダマクFC所属。ポジションはMF（セントラルミッドフィールダー）。

## クラブ歴
GNKディナモ・ザグレブの下部組織出身であり、2007-08シーズンよりトップチームに昇格。2008年3月8日のヴィエチュニ・デルビにおいて、ズヴォニミル・ソルド監督によって試合終了間際にルカ・モドリッチとの交代で投入されトップチームデビューとなる。このシーズンは公式戦4試合に出場したが、いずれも途中出場によるものであった。
翌シーズンはドルガHNLのNKロコモティヴァ・ザグレブへ期限付き移籍となり主力としてプレーし、クラブのプルヴァHNL昇格に貢献する。半年間のローン延長を経て2010年1月にディナモへ復帰したが、2010-11シーズンよりロコモティヴァへ完全移籍となった。
2012-13シーズンよりディナモへ完全移籍で復帰。同クラブでは100試合以上に出場しキャプテンも務めた。
2018年1月4日、エクストラクラサのレギア・ワルシャワと3年契約を締結した。
2020年末限りでレギア・ワルシャワとの契約を満了し、翌年1月16日にサウジ・プロフェッショナルリーグのダマクFCへ加入した。

## 代表歴
クロアチア代表として各年代でプレー。2012年11月14日の国際親善試合・アルゼンチン戦でA代表デビューし、ニコ・コヴァチ監督の下でフル出場を果たした。

## タイトル
ディナモ・ザグレブ
- プルヴァHNL : 2007-08, 2009-10, 2013-14, 2014-15, 2015-16
- フルヴァツキ・ノゴメトニ・クプ : 2013-14, 2014-15, 2015-16

レギア・ワルシャワ
- エクストラクラサ : 2017-18, 2019-20
- ポーランド・カップ : 2018